# مقاطعة أورانج (فيرجينيا)
 مقاطعة أورانج  (بالإنجليزية:  Orange County)‏ هي إحدى المقاطعات في ولاية فيرجينيا في الولايات المتحدة الأمريكية.

## أعلام
- جيمس ماديسون الأب
- جيريمياه مورتون
- جيسي فرانكلين
- لويس ر. برادلي
- إليجاه كرايغ
- جيمس كمبر
- دبليو. رايس ارين
- جيمس جونسون
- روبرت تايلور
- أمبروز ماديسون